# Новопавловка (Забайкальский край)
Новопа́вловка — посёлок городского типа в Петровск-Забайкальском районе Забайкальского края России. Административный центр городского поселения «Новопавловское».
Распоряжением Правительства РФ от 29 июля 2014 года № 1398-р «Об утверждении перечня моногородов» пгт включён в категорию «Монопрофильные муниципальные образования Российской Федерации (моногорода) с наиболее сложным социально-экономическим положением».

## География
Посёлок находится в 45 км к востоку от города Петровск-Забайкальского, на правом берегу реки Хилок.

## История
Село Ново-Павловское образовано семейскими в 1868 году. С 1906 года разрабатывается Тарбагатайское месторождение бурого угля. Добыча велась полукустарным способом предприятием купца А. Х. Тетюкова.
Статус посёлка городского типа — с 26 декабря 1938 года.

## Население
| 1926  | 1970  | 1979  | 1989  | 2002  | 2009  | 2010  | 2012  |
| ----- | ----- | ----- | ----- | ----- | ----- | ----- | ----- |
| 272   | ↗5180 | ↘5028 | ↘4775 | ↘4288 | ↘4048 | ↘3941 | ↘3871 |
| 2013  | 2014  | 2015  | 2016  | 2017  | 2018  | 2019  | 2020  |
| ↘3815 | ↘3782 | ↘3759 | ↘3716 | ↘3681 | ↘3618 | ↘3585 | ↘3533 |
| 2021  |       |       |       |       |       |       |       |
| ↘2836 |       |       |       |       |       |       |       |

## Известные уроженцы, жители
Пётр Степанович Батурин — российский учёный в области определения и контроля надёжности ракетного вооружения, доктор технических наук, профессор, родился 5 июня 1938 г. в пос. Новопавловка.

## Инфраструктура
В посёлке имеются средняя и музыкальная школы, ДЮСШ, три детских сада, Центр досуга и творчества, взрослая и детская библиотеки, краеведческий музей, больница.
Железнодорожная станция на Транссибирской магистрали. Добыча угля, деревоперерабатывающее предприятие «Рассвет», созданное на базе леспромхоза.

## Разное
Входит в Перечень населенных пунктов Забайкальского края, подверженных угрозе лесных пожаров